# تثمين الفن

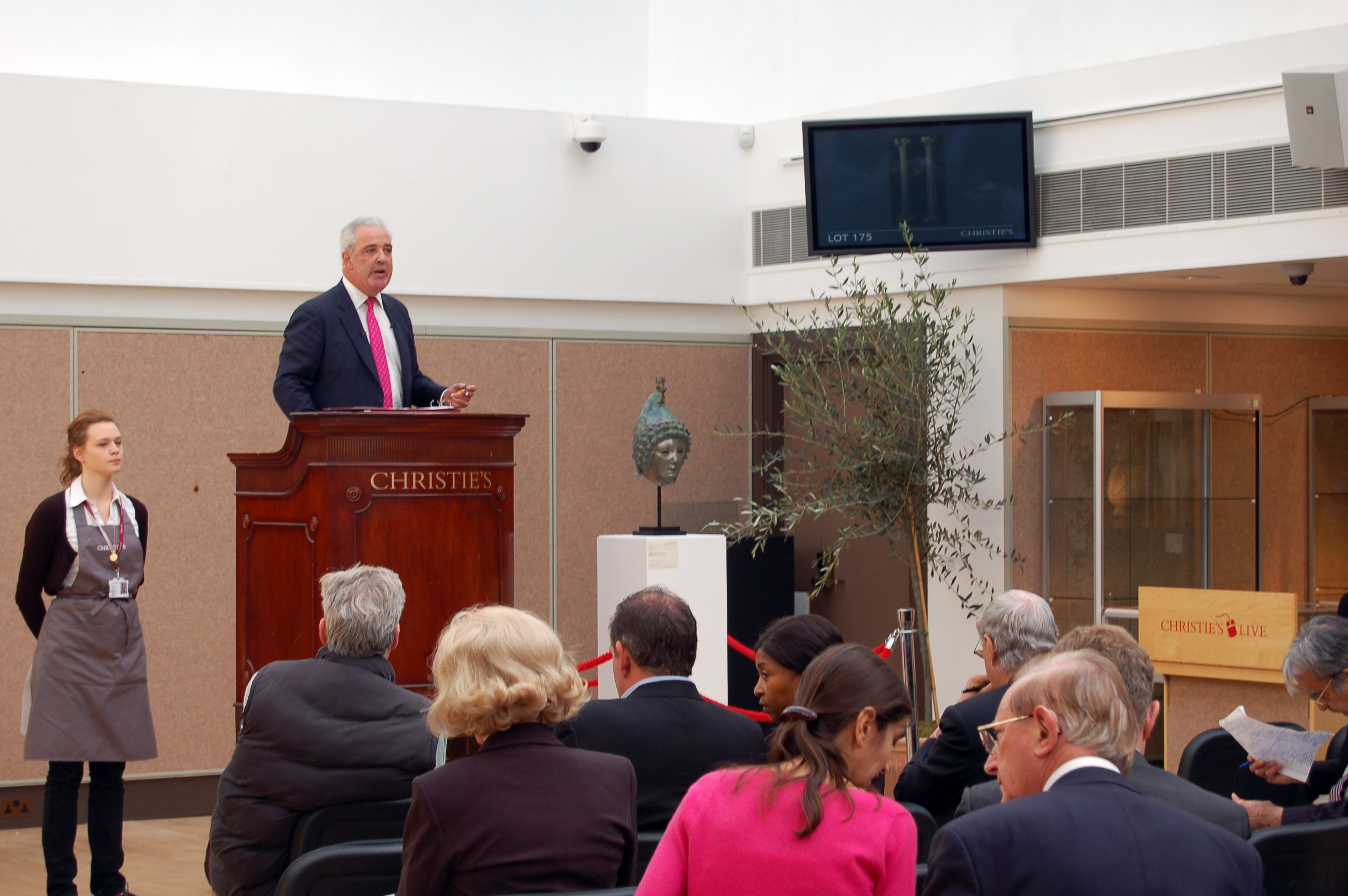

تثمين الفن، هو مجموعة فرعية خاصة بالفن من التثمين المالي، وهو عملية تقدير الأعمال الفنية في السوق، وبالتالي فهو شأن مالي وليس جمالي. مع ذلك، فإن الآراء الذاتية للقيمة الثقافية تلعب دورًا أيضًا. يتضمن تثمين الأعمال الفنية مقارنة البيانات من مصادر متعددة مثل دور المزايدات الفنية وهواة جمع الأعمال الفنية الخاصة والقائمين أو الأوصياء وأنشطة تجار الأعمال الفنية وصالات العرض (مالكو صالات العرض) والمستشارون ذوو الخبرة ومحللو السوق المتخصصون، للوصول إلى القيمة. يجري التثمين الفني ليس فقط لأغراض الجمع والاستثمار وتصفية الاستثمارات والتمويل، بل كجزء من تثمين العقارات من أجل المساهمات الخيرية ولأغراض التخطيط الضريبي والتأمين وضمانات القروض. تتناول هذه المقالة تثمين أعمال الفنون الجميلة، وخاصة الفن المعاصر في أعلى نهاية السوق الدولية، ولكن تُطبق مبادئ مماثلة على تثمين الأعمال الفنية والتحف الأقل تكلفة.

## التثمين التاريخي والفن المعاصر
لطالما نوقش مصدر الكاريزما الفنية للعمل بين الفنانين الذين يخلقون العمل والرعاة الذين يمكنون ذلك، لكن تأثير القوة الكاريزمية للأعمال الفنية على أولئك الذين سيمتلكونها كانت المحرك الأولي للقيمة عبر التاريخ. بدأت القوة الكاريزمية في الستينيات من القرن العشرين تتقدم لاستيعاب الثقافة التجارية وصناعة جديدة للفن، في الوقت الذي تراجعت فيه القيمة الجمالية من الشهرة إلى التعادل في القيمة مع فن البوب وفكرة آندي وارهول عن فن الأعمال، اعترافًا بأن الفن أصبح عملًا تجاريًا وأن كسب المال في العمل هو فن. كان جيف كونز واحدًا من بين العديد من الفنانين الذين حاولوا تقليد وارهول، وهو سمسار بورصة تحول إلى فنان واستعار صورًا من الثقافة الشعبية فكسب الملايين.
يخلق الارتباط العاطفي تجاه عمل أو مجموعة ما قيمة شخصية ذاتية بالنسبة لهواة جمع القطع الفنية. قد يكون الثقل الذي يوليه هاوي جمع الأعمال لهذا المعيار الذاتي باعتباره جزءًا من القيمة المالية الإجمالية للعمل، أكبر من ذلك الذي يعطيه مضارب فني لا يشارك الجامع في استثماره العاطفي، ومع ذلك، فإن معايير القيمة غير الاقتصادية مثل «هل يعجبني ذلك؟» أو «هل يخاطبني؟» ما يزال لها تأثير اقتصادي، لأن مثل هذه المعايير يمكن أن تشكل عوامل حاسمة في عملية الشراء.
في المقابل، تقترح جمعية تجار الفن الأمريكية (إيه دي إيه إيه) أن القضايا الرئيسية هي الأصالة والجودة والندرة والحالة والمصدر والقيمة. 

## تثمين الفن
يهتم نشاط تثمين الأعمال الفنية بتقدير طلب السوق وتقدير قدرة السيولة على القطع والأعمال والفنانين وحالة الأعمال ومصدرها واتجاهات التثمين، مثل متوسط سعر البيع والتقديرات المتوسطة. يستخدم سوق الأعمال الفنية مصطلحاته الفنية أو مفرداته الخاصة بالمجال مثلما هو الحال مع الأسواق الأخرى. على سبيل المثال، «الشراء» الذي يصف الموقف غير المؤات الذي يحدث عندما يُعاد العمل أو المجموعة في المزاد العلني إلى مالكه بعد تجاوزه أو سحبه أو عدم بيعه. يُعد تثمين الفن ضروريًا أيضًا عند استخدام القطعة كرهن. توسع سوق الإقراض الفني إلى ما يُقد بنحو 15 مليار دولار من القروض غير المسددة في الولايات المتحدة. كان التحول في آسيا نحو الاستثمار في الفن الغربي عاملًا سمح لشركات الإقراض الفني بإطلاق مكاتب في آسيا، إذ غالبًا ما تكون الأعمال الغربية أسهل في استخدامها كرهن.

### طلب السوق
تُستخدم «العناصر القابلة للمقارنة» لتحديد مستوى الطلب على العناصر المماثلة في السوق الحالية، مثلما هو الحال في سوق الإسكان. يُعد تحديث المقارنات أمرًا مهمًا لأن سوق الفن يتسم بالمرونة، والمقارنات التي لا معنى لها ستؤدي إلى تقديرات قد لا يكون لها علاقة تُذكر بالقيمة الحالية للعمل. يؤثر موضوع وبيئة العمل وندرته أيضًا على طلب السوق.

### السيولة
تعني السيولة في سوق الفن ارتفاع الطلب على الأعمال الفنية والقدرة على بيع تلك الأعمال دون عوائق. تتباطأ مبيعات الأعمال الفنية خلال فترات الانكماش مما يؤدي إلى زيادة السيولة في السوق. هناك درجة أكبر من مخاطر السيولة التي تواجه المستثمر الفني مقارنة بالأصول المالية الأخرى، نظرًا لوجود مجموعة محدودة من المشترين المحتملين، ولأن الأعمال الفنية لا تصل إلى أسعارها الاحتياطية ولا تُباع، وبالتالي فإن هذا سيؤثر على أسعار المزاد. سعى زوجان في دعوى طلاقهما إلى تقسيم مجموعة تبلغ قيمتها 102 مليون دولار بينهما، فقررا أن البيع سيكون مشكلة لأن بيع المجموعة بأكملها وتقسيم الربح سيشبع السوق ويؤدي إلى انخفاض الأسعار. وصفت صحيفة سياتل تايمز في تقرير عن القضية، أن هذا يمثل دراسة حول كيفية قياس الناس لقيمة الفن وما هو المهم، البراغماتية أم المشاعر. ذكرت الصحيفة أنه كان لدى أحد المتقاضين وجهة نظر أكثر عملية وأراد التوازن والتنويع. 
حاولت الصحيفة حساب قيمة العديد من الأعمال الفنية المعنية في القضية بتحديد سعر لكل بوصة مربعة بناء على قيمة كل قطعة مقسومة على أبعادها، لينتهي الأمر بتطبيق سعر كل بوصة مربعة على مقدار مساحة الجدار الذي أراد المتقاضي التجاري تغطيته بالقطع الفنية. استنتجت التايمز في نهاية المطاف أنه باستخدام هذه الصيغة بين المتقاضين، بلغت قيمة لوحة جون سنغر سارغنت بين أشجار زيتون كابري، 26.666.67 دولارًا للبوصة المربعة، وأن المتقاضي العاطفي تلقي 3082 دولارًا من القيمة المقدرة لكل بوصة مربعة، بينما تلقى المتقاضي التجاري 1942 دولارًا لكل بوصة مربعة ولكنه تمكن من تغطية مساحة أكبر من الجدار.

### اتجاهات التثمين
تُقارن اتجاهات التثمين من أكبر دور المزادات في العالم لدراسة اتجاه السوق وكيفية تأثير هذا الاتجاه على الفنانين والأعمال المحددة. تمتلك عملية تثمين القطع الفنية المباعة في أفضل منازل السوق قيمة أكبر من عمليات التثمين للقطع في المنازل الأقل قيمة، وذلك لامتلاك معظم المنازل الكبرى على خبرة تُقدر بمئات السنين.
يمكن أن يكون للاتجاهات الاقتصادية طويلة الأمد تأثير كبير على تثمين أنواع معينة من العمل. استفادت قيمة الفن التاريخي الروسي والصيني بشكل كبير من زيادة الثروة في تلك البلدان خلال العقود الأخيرة، مما أدى إلى إنشاء جامعين جدد وأثرياء للغاية، إذ تعززت قيمة الفن الاستشراقي والفن الإسلامي في وقت سابق بسبب الثروة النفطية في العالم العربي.

### نشاط المشارك
يُعد عقد تاجر مع فنان أحد العوامل العديدة في سعر السوق الأساسي لعمل فنان على قيد الحياة، إذ يوافق العديد من التجار بصفتهم أصحاب مصلحة في نجاح فنانيهم على شراء مجموعة أعمال الفنانين الخاصة بهم في المزاد من أجل منع السعر من الانخفاض وللحفاظ على استقرار الأسعار أو لزيادة القيمة المتصورة أو من أجل الأسباب الثلاثة السابقة معًا، وبالتالي فإن التجار الذين يزايدون على فنانيهم في المزاد يؤثرون بشكل مباشر على سعر بيع أعمال هؤلاء الفنانين وبالمثل على قيمة تلك الأعمال.